# Костино (Грязовецкий район)
Костино — деревня в Грязовецком районе Вологодской области.
Входит в состав Юровского муниципального образования, с точки зрения административно-территориального деления — в Покровский сельсовет.
Расстояние до районного центра Грязовца по автодороге — 23,5 км, до центра муниципального образования Юрово по прямой — 17 км. Ближайшие населённые пункты — Покровское, Брагино, Барское.
По переписи 2002 года население — 2 человека.